# Église Saint-Pierre-Saint-Paul de Sannois
L'église Saint-Pierre-Saint-Paul est une église catholique paroissiale située à Sannois, dans le Val-d'Oise, en France,.

## Localisation

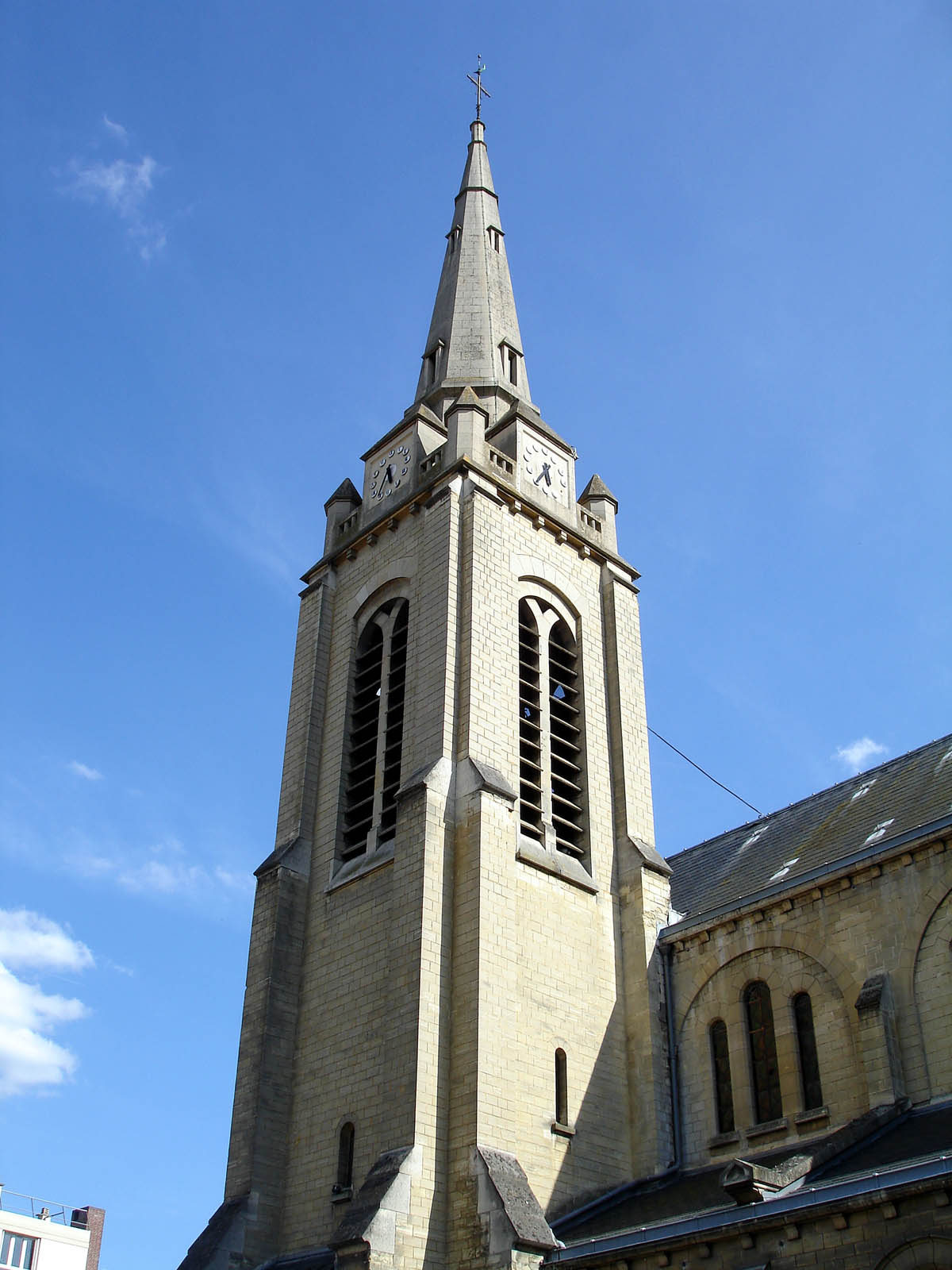
Clocher.

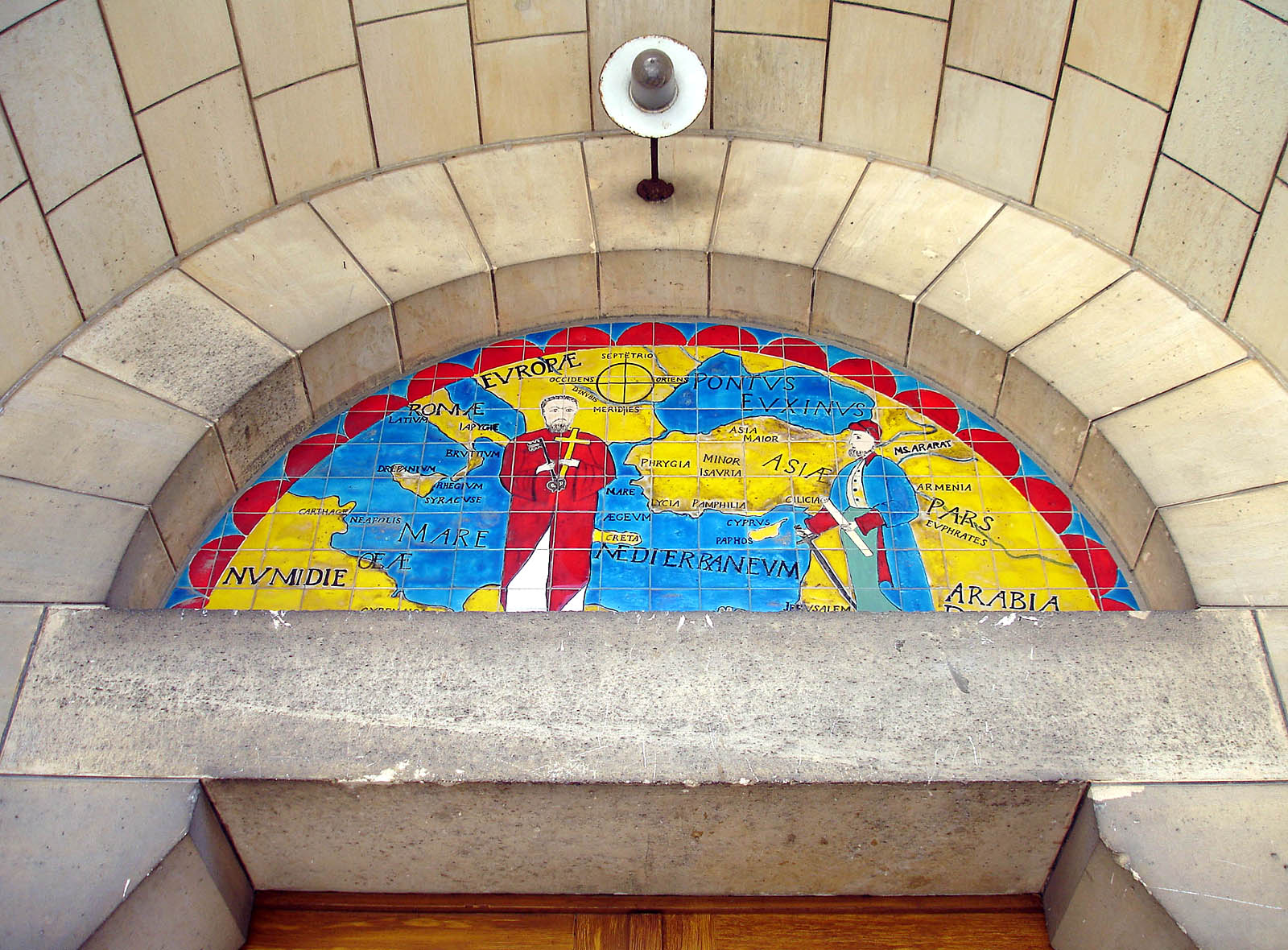
Tympan de l'église.

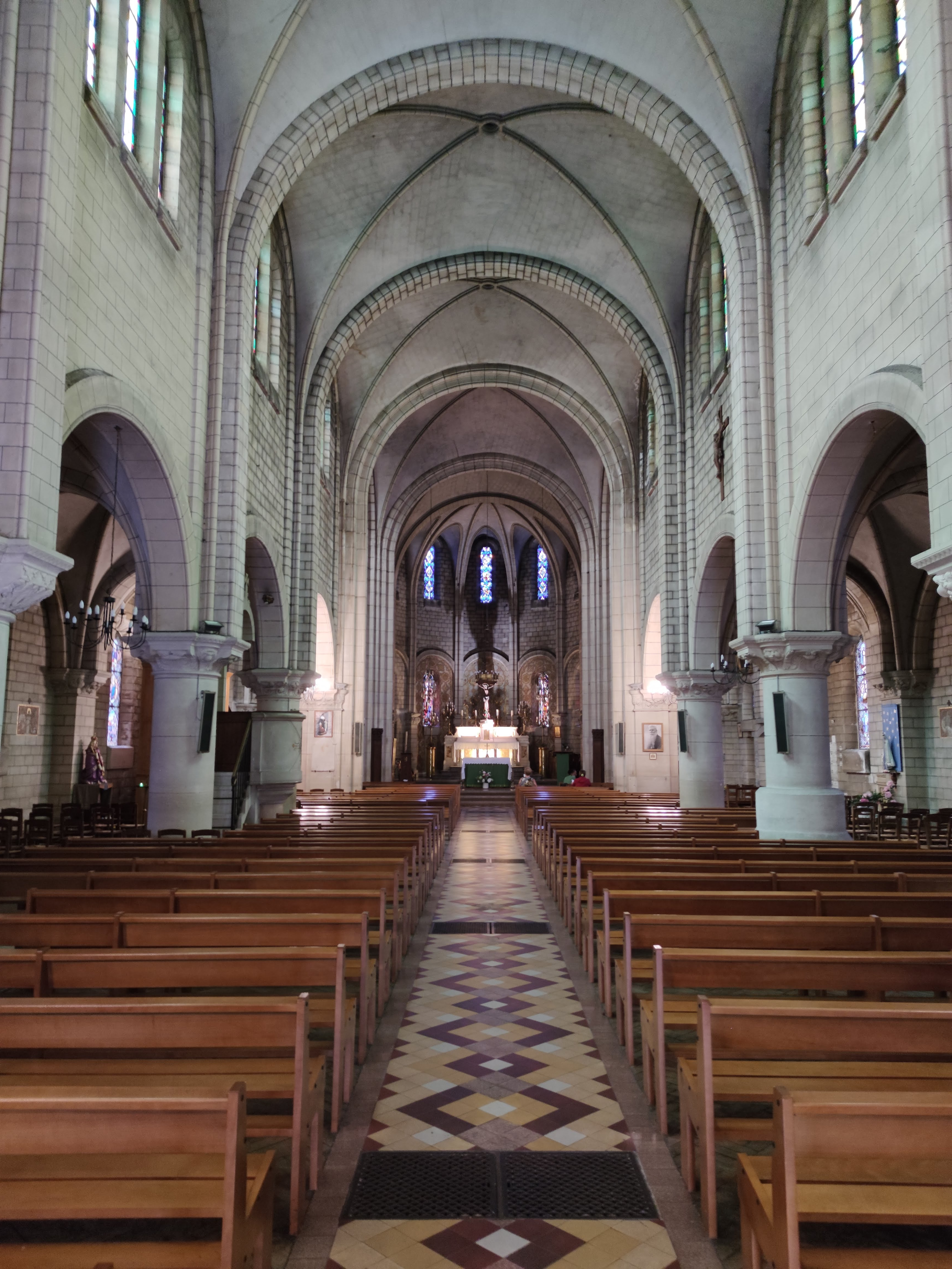
Nef.

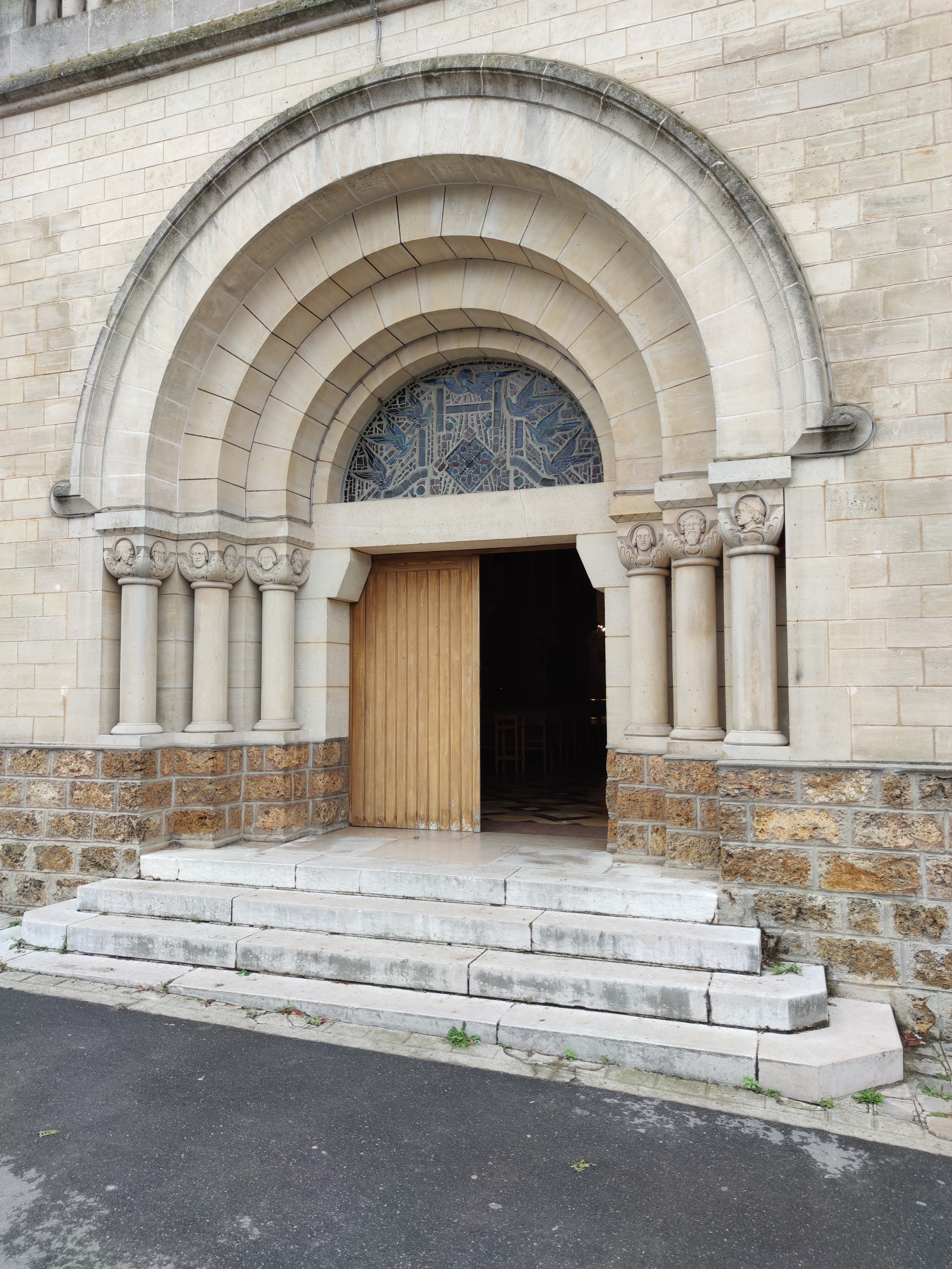
Entrée.

## Historique
Cet édifice a été rebâti au début du XXe siècle à l'emplacement d'une église érigée au XVIe siècle.

## Mobilier
Elle contient quelques restes de l'édifice originel du XVIe siècle : un fragment de chapiteau roman, une statue de la Sainte-Vierge datant du XVIe siècle, une statue de saint Sébastien, du XVIIe siècle.
On y trouve également la croix dite de la Borne, qui se trouvait à l'origine à l’angle du boulevard Charles-de-Gaulle et de la rue Georges-Clemenceau, déposée en 1793 et remplacée par un obélisque à l’initiative de la Société populaire.
L'orgue date du XIXe siècle.
La rosace située au-dessus du portail de l’église est consacrée à sainte Thérèse de l’Enfant-Jésus.